# Claire Geare
Claire Astin Geare (* nach 2001 in Flagstaff, Arizona) ist eine US-amerikanische Schauspielerin.

## Leben
Ihr Schauspieldebüt gab Claire Geare im Jahr 2010 in der Fernsehserie 24 in der Rolle von Kim Bauers kleiner Tochter Teri. Neben einem Gastauftritt in Grey’s Anatomy trat sie 2010 noch als dreijährige Tochter Phillipa von Leonardo DiCaprios Figur Cobb im oscarprämierten Science-Fiction-Film Inception auf, während ihre Schwester Taylor den Part der fünfjährigen Phillipa übernahm. Ein Jahr später wurde sie wieder zusammen mit ihrer Schwester an der Seite von Daniel Craig, Naomi Watts und Rachel Weisz im Thriller Dream House für die Rolle der Dee Dee engagiert. 2012 übernahm sie eine kleine Nebenrolle in zwei Episoden der Dramedy-Fernsehserie Wedding Band. 2015 spielte sie neben Owen Wilson, Lake Bell sowie Sterling Jerins im Thriller No Escape die Rolle der Beeze Dwyer.
Claire Geare ist die jüngere Schwester der Schauspielerin Taylor Geare.

## Filmografie (Auswahl)

### Filme
- 2010: Inception
- 2011: Dream House
- 2014: Marza (Kurzfilm)
- 2015: No Escape

### Serien
- 2010: 24 (Episoden 8x01–8x02)
- 2010: Grey’s Anatomy (Episode 6x15)
- 2012: Wedding Band (2 Episoden)